# José Mario Tranquilini
José Mario Tranquilini (23 de octubre de 1962) es un deportista brasileño que compitió en judo. Ganó una medalla en los Juegos Panamericanos de 1995, y dos medallas en el Campeonato Panamericano de Judo en los años 1992 y 1994.

## Palmarés internacional
| Juegos Panamericanos    | Juegos Panamericanos      | Juegos Panamericanos | Juegos Panamericanos |
| Año                     | Lugar                     | Medalla              | Categoría            |
| ----------------------- | ------------------------- | -------------------- | -------------------- |
| 1995                    | Mar del Plata (Argentina) | Medalla de oro       | +95 kg               |
| Campeonato Panamericano |                           |                      |                      |
| Año                     | Lugar                     | Medalla              | Categoría            |
| 1992                    | Hamilton (Canadá)         | Medalla de oro       | +95 kg               |
| 1994                    | Santiago de Chile (Chile) | Medalla de bronce    | +95 kg               |